# Escudo de Daguestán

El escudo de armas de Daguestán fue institucionalizado el 20 de octubre de 1994. Su imagen central es un águila, que es un símbolo tradicional de nobleza, coraje, sabiduría y fe. Sobre ella podemos ver un sol brillante y a sus pies una cinta con el nombre de la República a la que representa.

## Galería de escudos

Escudo de la óblast de Daguestán.
Escudo de la RASS de Dagestan, 1938-1978
Escudo de la RASS de Dagestan, 1978-1991

- Datos: Q2366781